# Inhambupe
Inhambupe este un oraș în statul Bahia (BA) din Brazilia.